# The Daughter of the Hills
The Daughter of the Hills er en amerikansk stumfilm fra 1913 af J. Searle Dawley.

## Medvirkende
- Laura Sawyer som Floria
- Wellington Playter som Serquis
- David Davies
- Frank Van Buren som Paul
- P. W. Nares som Nero